# كيت كارسون (كولورادو)
كيت كارسون (بالإنجليزية: Kit Carson, Colorado)‏ هي بلدة تقع في مقاطعة تشيني، كولورادو بولاية كولورادو في الولايات المتحدة. تبلغ مساحتها 1.4 (كم²)، وترتفع عن سطح البحر 1306 م، بلغ عدد سكانها 233 نسمة في عام 2010 حسب إحصاء مكتب تعداد الولايات المتحدة .

## وصلات خارجية
- The US50 - Cities and Towns in Colorado State
- Colorado Cities and Towns, Facts, Map, Flag, Colleges, Government, and More